# U-845
 U-845  — немецкая подводная лодка типа IXC/40, времён Второй мировой войны. 
Заказ на постройку субмарины был отдан 20 января 1941 года. Лодка была заложена 20 июня 1942 года на верфи судостроительной компании АГ Везер, Бремен, под строительным номером 1051, спущена на воду 18 января 1943 года, 1 мая 1943 года под командованием капитан-лейтенанта (в дальнейшем — корветтен-капитана) Удо Беренса вошла в состав учебной 4-й флотилии. 1 января 1944 года вошла в состав 10-й флотилии.
Командиры лодки:
- 1 мая 1943 года — 2 июля 1943 года — капитан-лейтенант Удо Беренс.
- 3 июля 1943 года — 7 октября 1943 года -	капитан-лейтенант Рудольф Хоффман.
- 8 октября 1943 года — 10 марта 1944 года — корветтен-капитан Вернер Вебер.

Лодка совершила	один боевой поход, повредила одно судно (7 039 брт). Потоплена 10 марта 1944 года, в Северной Атлантике, в районе с координатами 48°20′ с. ш. 20°33′ з. д. глубинными бомбами с британского эсминца HMS Forester, канадского эсминца HMCS St. Laurent, канадского корвета HMCS Owen Sound и канадского фрегата HMCS Swansea. 10 членов экипажа погибли, 45 спаслись. 